# جون تومسون (لاعب كريكت)
جون تومسون (10 مايو 1918 - 15 يونيو 2010) (بالإنجليزية: John Thompson)‏ هو لاعب كريكت بريطاني.

## وصلات خارجية
- جون تومسون على موقع إي آس بي آن كريك إنفو (الإنجليزية)